# Боне (Ду)
Боне (фр. Bonnay) насеље је и општина у источној Француској у региону Франш-Конте, у департману Ду која припада префектури Безансон.
По подацима из 2011. године у општини је живело 857 становника, а густина насељености је износила 111,88 становника/km². Општина се простире на површини од 7,66 km². Налази се на средњој надморској висини од 250 метара (максималној 600 m, а минималној 216 m).

## Демографија
| 1962. | 1968. | 1975. | 1982. | 1990. | 1999. | 2011. |
| ----- | ----- | ----- | ----- | ----- | ----- | ----- |
| 229   | 253   | 377   | 452   | 576   | 676   | 857   |

График промене броја становника у току последњих година